# アルバート・スワード
アルバート・チャールズ・スワード（Albert Charles Seward、1863年10月9日 - 1941年4月11日）は、イギリスの植物学者・地質学者・地球科学者。

## 略歴
ランカシャーで生まれた。ケンブリッジ大学セントジョン・カレッジ (St John's College) で学んだ。ウィリアム・クローフォード・ウィリアムソンの講義に感銘をうけて、少年時代に興味のあった生物学に進んだ。1890年にケンブリッジ大学の植物学の講師になり、1906年に植物学の教授となった。1898年に王立協会のフェローに選出された。
古植物学の研究の他、フランシス・ダーウィン (Francis Darwin) と共著の "More letters of Charles Darwin" (1903) などダーウィンに関する著作も行った。1922年にロンドン地質学会の会長、1931年に国際生物科学連合 (International Union of Biological Sciences) の会長、1939年にイギリス科学振興協会 (British Association for the Advancement of Science) の会長を務めた。

## スワードの愚挙
1931年に出版された『地質時代の植物』のなかで、先カンブリア時代の生物化石かどうかで論争されていた、シアノバクテリアの死骸と泥粒の層状化石のストロマトライト（クリプトゾオン）について生物起源であることを強く否定した。スワードが先カンブリア時代の化石の存在を否定したことが、先カンブリア時代の化石記録の探求を遅らせ、「スワードの愚挙」と呼ばれることになった（ロシアからアラスカを購入した国務長官、ウィリアム・スワードの行為を非難した言葉が転用された）。

## 受賞歴
- 1908年: マーチソン・メダル （ロンドン地質学会）
- 1925年: ロイヤル・メダル （王立協会）
- 1930年: ウォラストン・メダル （ロンドン地質学会）
- 1934年: ダーウィン・メダル （王立協会）

## 著書
- "The Wealden Flora", 2 vols (1894-95)
- "Fossil Plants", 4 vols (1898-1919)
- "The Jurassic Flora", 2 vols (1900-1904)
- "Darwin and Modern Science"  (1909)
- "Plant Life Through the Ages" (1931)